# 消費者物價指數
，在经济学上，是反映与居民生活有关的产品及劳务价格统计出来的物价变动指标，以百分比变化为表达形式。它是衡量通货膨胀的主要指标之一。一般定义超过3％为通货膨胀，超过5％就是严重通货膨胀。CPI往往是市场经济活动与政府货币政策的一个重要参考指标。CPI稳定、就业充分及GDP增长往往是最重要的社会经济目标。如果消费者物价指数升幅过大，表明通胀已经成为经济不稳定因素，国家会有紧缩货币政策和财政政策的风险，从而造成经济前景不明朗。因此，该指数过高的升幅往往不被市场欢迎。可用的手段有加息、紧缩银根、采取稳健的财政政策、增加生产、平抑物价等。

## 概覽
消費者物價指數測量的是隨著時間的變化，包括多種（常有幾百種）商品和服務零售價格的平均變化值。這多種商品和服務會被分為幾個主要的類別。在計算消費者物價指數時，每個類別都有一個能顯示其重要性的權重。這些權重是透過向成千上萬的家庭和個人調查他們購買的產品和服務而確定的。權重會經常修正，以符合實際狀況。CPI是固定的數量價格指數並且無法反映商品品質的改進或下降，對新產品也不加考慮。如果CPI扣除容易波動的食物與能源的統計數字，此數據稱為核心CPI、核心消費者物價指數（英語：core CPI）或核心物價變動率，當核心物價變動率低於3%時，經濟成長率應是處於相對低的水準。

## 計算公式

### 單個商品/服務的CPI
{\displaystyle {\text{CPI}}={\frac {\mbox{所 計 算 年 份 的 市 場 籃 子}}{\mbox{基 準 年 的 市 場 籃 子}}}\times {\text{100}}}
or
{\displaystyle {\frac {{\text{CPI}}_{2}}{{\text{CPI}}_{1}}}={\frac {{\text{價 格 }}_{2}}{{\text{價 格 }}_{1}}}}
1表示基準年的價格。
另一種計算方式為 {\displaystyle {\text{CPI}}={\frac {\text{最 新 成 本}}{\text{基 準 成 本}}}\times 100}。“最新成本”指的是某個商品/服務在給定年份的價格（例如：今天的麵包價格），“基準成本”是該商品/服務初始年份的價格（例如：1970年的麵包價格）。

### 多個商品/服務的CPI
許多價格指數都是通過計算加權平均（權重總和為1或100）得到。
例：22,000家商店的85,000件物品和35,000個租賃單位的價格相加並計算平均值。 不同類型商品/服務的權重為：住房41.4%；食品和飲料17.4%；交通17.0%；醫療保健6.9%；服裝6.0%；娛樂4.4%；其他6.9%。 稅收（43%）不包括在CPI計算中。
{\displaystyle \mathrm {CPI} ={\frac {\sum _{i=1}^{n}\mathrm {CPI} _{i}\times {\text{權 重 }}_{i}}{\sum _{i=1}^{n}{\text{權 重 }}_{i}}}}
其中，{\displaystyle {\text{權 重 }}_{i}} 之和並不一定等於1或100。

## 不同地区的CPI

### 美國
美国的消费者物价指数由勞工部勞動統計局編製，涵盖了房屋支出、食品、交通、医疗、成衣、娱乐、其他等七大类商品的物价来决定各种支出的权数。
2024年，美國勞工部勞動統計局公佈的數據顯示，美國2024年11月消費者物價指數（CPI）年增率2.7%，較10月的2.6%略增，連續第2個月攀升。

### 台湾
- 台灣的CPI由行政院主計總處編製，目前台灣的CPI共包括395個項目群，包括食物類（肉類、水產、蔬菜、水果等）、衣著類（成衣等）、居住類（房租、水電燃氣等）、交通類（油料費、交通服務費等）、醫療保健類（醫療費用等）、教育娛樂類（教養費用等）以及雜項類（理容服務費等）等7個基本分類，以1985年台灣家庭消費結構為權數，此項權數主要根據家庭收支調查資料計算而得，每五年更換一次，以反映消費支出型態的变化[10][11]。
- 2013年8月，中华民国勞動部基本工資審議委員會決議「年度消費者物價指數年增率」累計達（含）3%以上時，再行召開下一次基本工資審議委員會，重新訂定基本工資。[12]
- 國民年金的投保金額，於消費者物價指數累計成長率達5%時，就會依該成長率調整投保金額。

### 中國大陆
- 中国大陆的CPI的构成包含食品、烟酒及用品、衣着、家庭设备、医疗保健、交通通信、娱乐教育文化、居住八大类产品价格，在八大类产品中CPI权重最高的是食品，其权重为32.7%，因此食品价格上涨将推动整个CPI上涨[13]。
- 2007年，中国大陆CPI受食品价格上涨等因素影响而一路走高，11月份的CPI同比上涨6.9％，创11年来新高，也因此使得CPI成为了当年热门话题[14]。
- 2019年7月，中国国家统计局公布居民消费价格指数（CPI）按年升2.8%，是近一年半以来高，高于市场预期。
- 2024年1月，中国的居民消费价格指数同比下降0.8%，出现14年来的最大降幅。[15]

## CPI與民眾感受之差異
CPI 總指數為所有家庭購買各種商品及服務價格變動的加權平均情況；由於每個家庭購買的內容及頻度不同，且可能差異懸殊，總指數變動與個人對物價漲跌的感受，常有落差，此種現象，各國皆然。依日本、歐盟、加拿大及英國等研究結果顯示，一般民眾對購買頻度較高商品之價格漲跌感受較為深刻，例如食物類價格短期波動，多數家庭時有感受，至於久久才購買 1 次的 3C 電子產品，其價格變化容易忽視。
但在計算消費者物價指數時，每一個類別都有一個能顯示其重要性的權重。這些權重是通過向成千上萬的家庭和個人調查他們購買的產品和服務而確定的。權重會經常修正，以符合實際情況。

### 引用
1. 李澈. . 中国教育报. 2016-06-22.
2. . 中央銀行. 2025-06-19  [2025-06-20]. （原始内容存档于2025-06-20） （中文（臺灣））.
3. ↑  . 新华网. 2007年6月14日  [2008-12-24]. （原始内容存档于2012-03-25） （中文（简体））.
4. ↑  . 国际经济时报. 2008-09-10  [2008-12-24] （中文（简体））.[永久]
5. ↑  邹东涛. . 湖北日报 网络版. 2008-03-21  [2008-12-24]. （原始内容存档于2008-07-25） （中文（简体））.
6. ↑  Education 2020 Homeschool Console, subject Economics, lecture "Inflation". Formula described within.
7. ↑  Bloomberg Business News, Social Security Administration
8. ↑  .   [2008-12-25]. （原始内容存档于2010-10-11）.
9. ↑  中央通訊社. . 中央社 CNA. 2024-12-11  [2024-12-25]. （原始内容存档于2025-02-28） （中文（臺灣））.
10. ↑  消費者物價指數(CPI) 的存檔，存档日期2008-09-28.
11. ↑  . 大纪元. 2005-09-09  [2008-12-24]. （原始内容存档于2008-07-25） （中文（繁體））.
12. ↑  . 今日新聞網. 2013-08-28  [2013-08-28]. （原始内容存档于2013-09-27）.
13. ↑  . 南方网. 2008-04-16  [2008-12-24]. （原始内容存档于2008-12-05） （中文（简体））.
14. ↑  . 新浪网.   [2008-12-24]. （原始内容存档于2008-10-11） （中文（简体））.
15. ↑  https://m.dw.com/zh/%E9%80%9A%E7%BC%A9%E5%8A%A0%E5%89%A7%E4%B8%AD%E5%9B%BD%E5%B1%85%E6%B0%91%E6%B6%88%E8%B4%B9%E4%BB%B7%E6%A0%BC%E7%BB%8F%E5%8E%8614%E5%B9%B4%E6%9D%A5%E6%9C%80%E5%A4%A7%E8%B7%8C%E5%B9%85/a-68200909
16. ↑  .   [2015-12-30]. （原始内容存档于2015-10-03）.